# Метевбаш
Метевба́ш (рос. Метевбаш, башк. Мәтәүбаш) — село у складі Белебеївського району Башкортостану, Росія. Адміністративний центр Метевбашівської сільської ради.
Населення — 789 осіб (2010; 687 в 2002).
Національний склад:
- татари — 54 %